# Amalia (nombre)
Amalia es un nombre de pila femenino de origen griego en su variante en español. Su significado es ‘labor, tierno, amable’. También existe la forma masculina.

## Santoral
10 de julio: Santa Amalia.

## Variantes
- Masculino: Amalio.

### Variantes en otros idiomas
| Variantes en otras lenguas | Variantes en otras lenguas |
| -------------------------- | -------------------------- |
| Español                    | Amalia                     |
| Alemán                     | Amalie                     |
| Aragonés                   | Amalia                     |
| Asturiano                  | Malia                      |
| Catalán                    | Amàlia                     |
| Checo                      | Amálie                     |
| Danés                      | Amalie                     |
| Eonaviego                  | Malia                      |
| Eslovaco                   | Amália                     |
| Esloveno                   | Amalija                    |
| Euskera                    | Amale                      |
| Finlandés                  | Amalia                     |
| Francés                    | Amélie                     |
| Gallego                    | Amalia                     |
| Hebreo                     | עמליה (Amalia)             |
| Holandés                   | Amalia                     |
| Húngaro                    | Amália                     |
| Inglés                     | Amalia                     |
| Islandés                   | Amalía                     |
| Italiano                   | Amalia                     |
| Latín                      | Amalia                     |
| Lituano                    | Amalija                    |
| Noruego                    | Amalie                     |
| Polaco                     | Amalia                     |
| Portugués                  | Amália                     |
| Rumano                     | Amalia                     |
| Ruso                       | Амалия (Amaliya)           |
| Sueco                      | Amalia                     |

## Personajes célebres

### Reyes
| España       | Amalia de Borbón, infanta de España.                                                              |
| Hesse-Kassel | Amalia Isabel de Hanau-Münzenberg, landgravina de Hesse-Kassel por su matrimonio con Guillermo V. |
| Países Bajos | Amalia de Solms-Braunfels, esposa de Federico Enrique de Orange-Nassau.                           |
| Países Bajos | Catalina Amalia de Orange-Nassau, hija del rey Guillermo Alejandro I.                             |
| Sajonia      | Amalia de Baviera, reina consorte de Sajonia por su matrimonio con Juan I de Sajonia.             |
| Luxemburgo   | Amalia de Nassau, hija del príncipe Félix de Luxemburgo.                                          |